# Voice in the Mirror
Pour plus de détails, voir Fiche technique et Distribution.
Voice in the Mirror est un film américain réalisé par Harry Keller, sorti en 1958.

## Fiche technique
- Titre : Voice in the Mirror
- Réalisation : Harry Keller
- Scénario : Lawrence B. Marcus
- Photographie : William H. Daniels
- Montage : George A. Gittens
- Musique : Henry Mancini
- Société de production : Universal Pictures
- Pays de production : États-Unis
- Format : Noir et blanc - 2,35:1
- Genre : Film noir
- Durée : 103 minutes
- Date de sortie : 1958

## Distribution
- Richard Egan : Jim Burton
- Julie London : Ellen Burton
- Walter Matthau : Dr Leon Karnes
- Troy Donahue : Paul Cunningham
- Harry Bartell : Harry Graham
- Peggy Converse : Mme Harriet Cunningham, la mère de Paul
- Ann Doran : Mme Devlin
- Mae Clarke : Mme Robbins
- Max Showalter : Don Martin
- Hugh Sanders : A.W. Hornsby
- Ken Lynch : Frank
- Arthur O'Connell : William R. 'Bill' Tobin